# قنبلة ام26
قنبلة ام28 هي قنبلة يدوية مجزأة طورها جيش الولايات المتحدة. دخلت الخدمة حوالي عام 1952 واستخدمت في القتال أثناء الحرب الكورية. قاده شكل الليمون المميز إلى لقب «قنبلة الليمون». تم تحسين التجزئة بواسطة ملف تجزئة محزّز خاص يقع على طول الجزء الداخلي من جسم القنبلة اليدوية. يتم تعزيز التفتت بواسطة ملف تجزئة مسنن يقع على طول الجزء الداخلي من جسم القنبلة.  كان لهذا الملف مقطع عرضي دائري في القنبلة M26 ومقطع عرضي مربع محسّن في M26A1 والتصاميم اللاحقة. تم تخزين القنابل اليدوية داخل أنابيب شحن أسطوانية مكونة من جزأين من الألواح الليفية (حاوية M289) وتم تعبئتها 25 أو 30 في صندوق.